# The Stylistics (album)
The Stylistics è l'album di debutto del gruppo soul-R&B afro-americano The Stylistics, album pubblicato nel 1971 su etichetta Avco Records.
In tutto l'album contiene 9 brani, molti dei quali portano la firma del duo Thom Bell-Linda Creed (tra questi: Stop, Look, Listen (To Your Heart), Betcha by Golly, Wow e You Are Everything).
Dell'album è stata fatta una riedizione in compact disc nel 1994, uscito su etichetta Amherst Records.

## Tracce
1. "Stop, Look, Listen (To Your Heart)"  (Thom Bell - Linda Creed)  – 2:54
2. "Point of No Return" (Bell - Creed - Steve Walsh - Phil Ehart - Lewis A. Martineé, Robbie Steinhardt) – 2:45
3. "Betcha by Golly, Wow"  (Thom Bell - Linda Creed)  – 3:47
4. "Country Living" (Thom Bell - Linda Creed)  – 2:57
5. "You're a Big Girl Now" (Bob Dylan - Robert Douglas - Marty Bryant) – 3:14
6. "You Are Everything" (Thom Bell - Linda Creed)   – 2:55
7. "People Make the World Go Round" (Thom Bell - Linda Creed)   – 6:26
8. "Ebony Eyes"  (Thom Bell - Linda Creed)  – 2:21
9. "If I Love You" (Bell - Creed - Stevie Wonder) – 2:05